# Frank Carter - Avventure di una spia per caso
Frank Carter - Avventure di una Spia per caso è una striscia a fumetti di genere spionistico/avventuroso creata nel settembre 2009 da Carlo Coratelli (testi) e Fortunato Latella (disegni) pubblicata online da Verticalismi 
e con cadenza quindicinale sul portale Shockdom. Attualmente viene pubblicata online sul sito ufficiale della striscia.  
La serie narra le avventure di Frank Carter, un normale uomo che, dopo essere stato coinvolto in un intrigo a Casablanca e averlo sventato, finisce per collaborare saltuariamente con i servizi segreti americani, rimanendo comunque sempre un civile.
Nel 2013 il terzo blocco di avventure della serie è stato pubblicato in parte con cadenza quindicinale e in seguito settimanale, toccando il 1º ottobre 2013 il traguardo delle 100 strisce. Il 20 dicembre 2016 la serie ha oltrepassato invece il traguardo delle 150 strisce, mentre il 7 maggio 2018 la serie ha toccato quota 200 strisce. 
Nel novembre 2014 è iniziata la pubblicazione della quarta storyline, che ha visto Latella sostituito ai disegni della serie da Marco Perforato. Il nome di Latella continua a comparire comunque nei credits come co-creatore della striscia.
Nel dicembre 2015 è stato annunciato che Enrico Folli è subentrato a Perforato nel ruolo di disegnatore, con Fortunato Latella coinvolto in veste di colorista della serie.
Successivamente, nel settembre 2016, è iniziata la pubblicazione della quinta storyline.
Il 4 agosto 2017 viene annunciato che Laura Davanzo è subentrata a Enrico Folli come nuova disegnatrice della serie. Successivamente viene annunciata la partenza della sesta storyline fissata per il 26 dicembre 2017. Dal 19 marzo 2018 la serie viene pubblicata tre volte alla settimana. Il 14 settembre 2019 la serie ha festeggiato i suoi primi dieci anni di vita editoriale, attraverso alcuni disegni omaggio di vari cartoonist italiani e internazionali, tra cui Davide Zamberlan, Stefano Frassetto e Jean Okada.
Nel settembre 2020, è stato annunciato su twitter che Andrea Mancini disegnerà le tavole domenicali della serie, con Laura Davanzo che continuerà a realizzare le singole strisce. La pubblicazione delle tavole domenicali viene annunciata per il 15 novembre.  
Il primo lotto di tavole domenicali, composto da 21 tavole che presentano la storia "Operazione U-Boot", viene pubblicato online dal 15 novembre 2020 al 13 giugno 2021.  
Il secondo lotto di tavole domenicali, sempre disegnato da Andrea Mancini, con la pubblicazione della nuova storia intitolata "L'Ultimo dei Thug", viene pubblicato dal 15 maggio al 30 ottobre 2022.
Il 22 aprile 2024, viene annunciata la pubblicazione della terza avventura domenicale, dal titolo "Partita Mortale" che viene pubblicata online dal 5 maggio al 15 settembre 2024. 
Il 23 luglio 2025, sul sito ufficiale viene annunciata la pubblicazione online di una nuova storia, "Benvenuti ad Aresville", a partire dal mese di settembre. Nel medesimo annuncio, viene reso noto che Andrea Mancini non è più il disegnatore della striscia, citando come causa "differenze inconciliabili". .

## Pubblicazioni
Le prime 44 strip della serie sono state pubblicate sulla rivista fumetto della ANAFI (Associazione Nazionale Amici del Fumetto), edita nel maggio 2012, in una inedita versione in bianco e nero. Da marzo ad aprile 2014 gli autori hanno lanciato un crowdfunding sul sito Eppela per realizzare un volume contenente una raccolta delle prime due storyline della striscia, raggiungendo la cifra di 1500 euro che era l'obiettivo principale.
Il volume è stato pubblicato pochi mesi dopo dalla casa editrice Red Publishing.
Su Verticalismi è disponibile interamente la prima stagione montata in un verticalismo.
Nel 2016 gli autori hanno annunciato un nuovo crowdfunding per realizzare un secondo volume, che però non ha avuto successo. Nonostante questo, hanno confermato la realizzazione di un volume 2. Poco tempo dopo, nel mese di agosto 2016, il secondo volume è stato pubblicato e messo in vendita esclusivamente su eBay. 
Dal 7 luglio 2018, le prime due storie della serie vengono pubblicate a puntate all'interno del supplemento Storie D'estate, allegato al Quotidiano Nazionale, Il Giorno, La Nazione e Il Telegrafo. In contemporanea, viene annunciato il lancio del terzo volume, anche questo autoprodotto.
Nel novembre 2023, è stata annunciata una nuova campagna di raccolta fondi per la realizzazione di un quarto volume cartaceo, che non ha avvuto successo. Anche questa volta, nonostante l'insuccesso dell'iniziativa, gli autori hanno confermato comunque la realizzazione di un nuovo volume. .

## Riconoscimenti
La striscia è stata nominata nella categoria "Miglior Fumetto Digitale" al Gran Premio Autori ed Editori 2012 della manifestazione Fullcomics & Games.
Nel 2013 la striscia viene candidata ai Cus Prize nella categoria "miglior e-comic italiano", stessa nomination ottenuta anche nel 2016. Nel 2017, Fortunato Latella ha ottenuto la nomination come "miglior colorista" alla terza edizione de "Nella Rete del Fumetto Awards", realizzati da Lo Spazio Bianco.
Nel 2021, le tavole domenicali della serie disegnate da Andrea Mancini, sono comparse tra le opere selezionate per l'Annual 2021 dell'Associazione Autori Immagini . 